# KLACK
KLACK（クラック）は、日本のヴィジュアル系バンド。2003年結成。2008年に活動休止。

## 概要
結成時より主に関東圏を中心に活動を展開していたバンド。2004年7月に発売された初のマキシ・シングル「INTIFADA 2004」はオリコンインディーズチャートで初登場第11位を獲得したこともあった(新星堂インディーズチャートでは1位)。
雑誌等ではヴィジュアル系ロックバンド、ヴィジュアル系パンクバンドなどに分類されていたが、メンバー自身はかねてより「音楽をやっているつもりは無い」と主張していた。歌の題材としては社会を風刺しているものが多く、「INTIFADA 2004」ではアメリカのアフガニスタン侵攻をテーマとしたアニメーションが使用され、ジョージ・W・ブッシュアメリカ大統領(当時)とウサーマ・ビン＝ラーディンと見られる人物の殴り合いによって構成されていた。(その中には小泉純一郎や金正日等と見られる人物も描かれた。)
2004年12月の「#KLACK事件」（下記参照）やその後の対応での反社会的な行為が激しい非難を浴びる。
2008年に活動休止。

## メンバー
- Vocal:u（ユウ）
  - 活動休止後は、蟲の息、SOCIAL DEATH STANCE、ソロプロジェクトTHA STuPIDのボーカルを勤めている。
- Guitar:柳橋昌亜（ヤナギハシ マサヤ）
- Guitar:神谷聖也（カミヤ セイヤ）
- Bass:烈（タケル）
  - 活動休止後は引退。大山烈としてバーテンダーに転身、また担々麺評論家としても活動、テレビメディアにも出演している[2]。
- Drums:上村隼人（カミムラ ハヤト）
  - 2007年サポートから正式加入。活動休止後は、上邑隼人としてTHE NOSTRADAMNZを結成。
  - 元ガネーシャのドラム。蟲の息ではサポートドラムも勤めた。

### 旧メンバー
- Drums:DENKI-MAN(デンキマン)
  - 結成初期から2007年までいたサポートメンバー。イラクのテロリストのマスクを被っていた。【SEIKE WEARS THE SWIT】のPVに出演している。KLACK脱退後はLM.CのサポートVJを勤めている。

### 関係者
- ちんこ先生
  - 結成初期にバンドのスポークスマンとして色々な場面に登場していた。元ワクチン5のボーカリストである。

## 来歴
- 2003年8月、前身バンドKINGを結成後、継続して活動。
- 2004年4月4日、NAZIS CLUBにて1st GIGを行う。しかし1曲演奏した所で警察に止められてしまう。販売する予定だったKLACKのスティッカーを配布する事を余儀なくされた。
- 2004年7月28日、1stシングル『INTIFADA2004』を発売。同日SMクラブにて2nd GIG「Khmer Rouge」を敢行。
- 2004年7月30日、渋谷公会堂にオープニングアクトとして出演。
- 2004年11月17日、1st DVD『TERRORISM OF RED PISS』を発売。
- 2004年12月26日、ライブイベント「Beauti-fool's fest 04」(東京BAY NKホール)に参加。しかしスクリーンに上映した映像が問題となる。
- 2007年6月、それまではサポート・メンバーとして参加していた上村隼人（元ガネーシャ）が正式に加入。
- 2008年4月30日、3年半振りとなるマキシシングル｢MACHINE｣をリリース。
- 2008年7月30日、マキシシングル｢NO.NAME｣をリリース。
- 2008年10月3日、主催イベント「No Fun」(HOLIDAY SHINJUKU)を以って無期限活動休止となる。

## 事件

### 1st DVDの内容問題
2004年11月17日に発売された1st DVD『TERRORISM OF RED PISS』に収録された映像を巡り、議論を巻き起こした。内容はメンバーが1stシングル「INTIFADA2004」のPVを撮影のため、北朝鮮に渡航した際の映像になっていたが、この映像が東京スポーツ紙において「問題DVD」として取り上げられ、KLACKに対し批難が浴びせられた。

### KLACK事件
2004年12月26日、雑誌「FOOL'S MATE」、TBSが主催したライブイベント「Beauti-fool's Fest '04」に出演。その際に5000人あまりの観客を前にイラク日本人青年殺害事件でイラクの武装組織、アルカーイダに拉致された日本人男性が首を切られる一部始終の映像を流したというものである。
事件後、主催者のTBS及び『FOOL'S MATE』は謝罪文を発表したものの、KLACKのメンバーからのコメントは一切なかった。
公式サイトにメンバー関係者と思われる何者かが「行動には問題がなかった」「あれは盛り上げるためだ」「抗議をする人は偽善者」などと書き込んだ為、批判を激化させた。インターネット上でも激しく批判されたうえ、公式サイトにサーバー攻撃を行われるなどしサイトはダウン、その後は数ヶ月間に渡り復旧できない状況となった。

### KLACKメンバー殺害予告事件
2007年3月、公式サイト内のBBSにおいて、「HN/焼鳥」という人物によって「KLACKメンバー全員を目黒鹿鳴館でのGIG中に殺害する」との殺人予告が繰り返し書き込まれた事件。これを発見したBBSの閲覧者が通報し、GIG当日には会場及びその周辺に警察が出動する事態となった。
しかし、当のKLACK側が被害届けを提出しなかった為、逮捕者は出ていない。

## ディスコグラフィ

### シングル
1. INTIFADA 2004 （2004年7月28日）
2. MACHINE（2008年4月30日）
3. No.NAME（2008年7月30日）

### アルバム
1. NO FEELING PHIMOSIS （2005年8月31日）

### DVD
1. TERRORISM OF RED PISS （2004年11月17日）

### 未発売曲
1. INTIFADA　2003
初期からあった曲で「INTIFADA　2004」のリメイク前の曲。歌詞や曲も異なる。アルバム『NO　FEELING　PHIMOSIS』に収録されているが、「-ORCH．VER-」としてクラシックのようなボーカルなしの楽曲であった。DVD『TERRORISM　OF　RED PISS』ではこの歌が収録されており、聴く事が出来た。